# Olivia Sparnenn

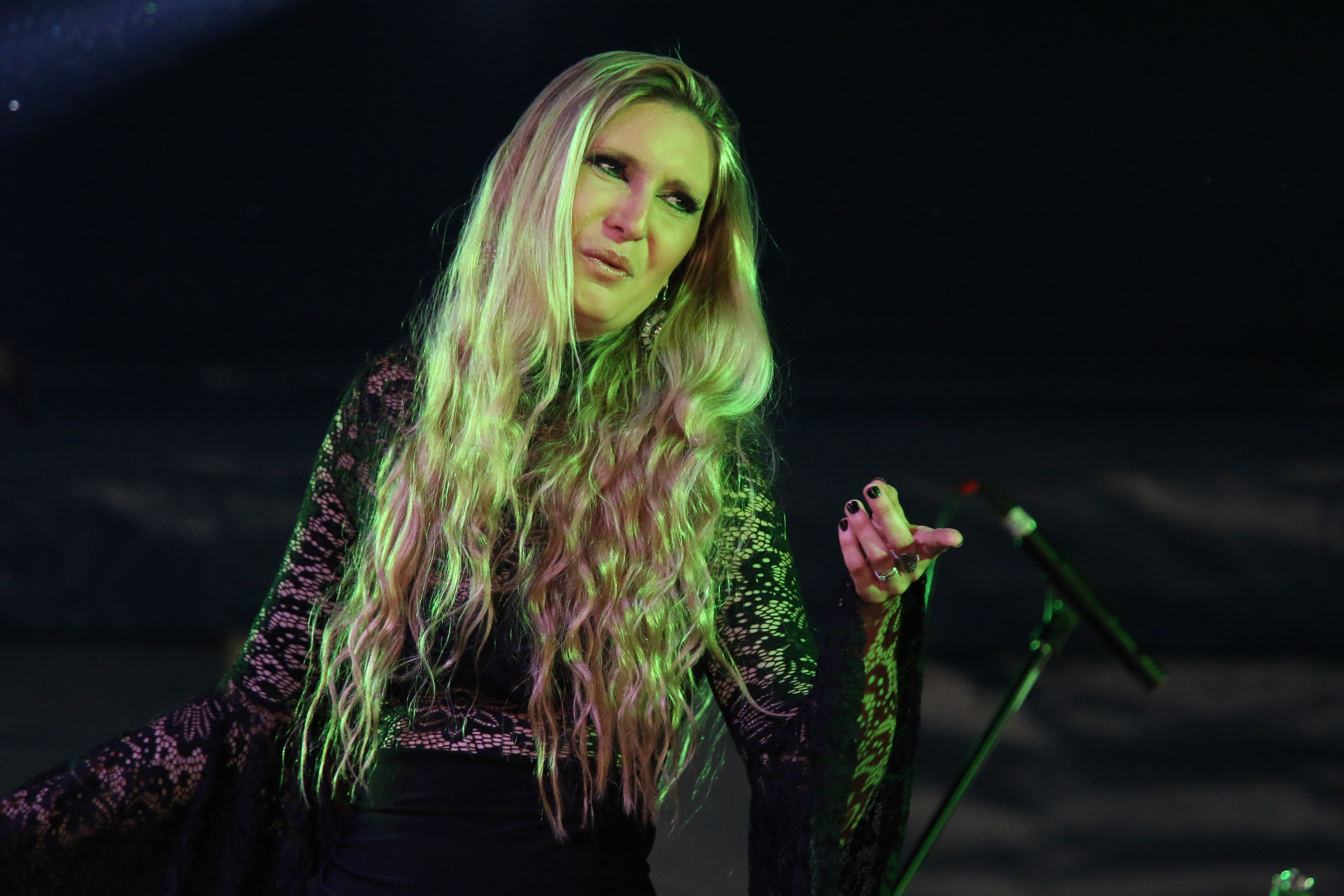
Olivia Sparnenn in 2018

Olivia 'Livvy' Sparnenn (omgeving York, 1985) is een Brits zangeres.

## Biografie
Sparnenn wordt geboren in het gezin met vader Howard Sparnenn en moeder Jeanette Sparnnen. Howard was eerst drummer/slagwerker, maar tijdens de verkering met Jeanette ging hij weer werken als boekhouder, voornamelijk om geld in het laatje te brengen. Hij verhuisde met vrouw, eerste dochter Rebecca en Olivia het gehele land door. In 1996 verhuisde het gezin weer terug naar York alwaar Howard de drumsticks uit de kast haalde en weer begon te drummen. Indien er een zangeres nodig was werd de dertienjarige Olivia ingeschakeld. Op zestienjarige leeftijd richtte ze haar eigen band op, die in 2003 uit elkaar viel. Ze studeerde een tijdje Taalwetenschappen. 
Olivia kwam in 2005 terecht in de bands rondom Bryan Josh zijnde Mostly Autumn en Breathing Space. Josh had voor Mostly Autumn een extra zangeres nodig voor zijn toer na Storms over Still Water en Sparnenn bleef bij de band plakken. Toen Breathing Space even zonder drummer kwam te zitten werd vader Howard Sparnenn ingeschakeld. In 2010 verliet de leadzangeres van Mostly Autumn Heather Findlay de band om een sololoopbaan in te zetten. Olivia Sparnenn volgde haar op. Ongeveer gelijkertijd hield de band Breating Space op te bestaan.
In 2013 huwden Olivia Sparnenn en Bryan Josh.
In 2014 ontving zij een Classic Rock Society Award voor haar zangprestaties uit handen van gitarist Gordon Giltrap.

## Discografie

### Mostly Autum
- 2007: Heart Full of Sky
- 2008: Glass Shadows
- 2010: Mostly Autumn Live 2009
- 2010: Go Well Diamond Heart
- 2011: That Night in Leamington
- 2011: Still Beautiful
- 2011: Mostly Autumn at High Voltage 2011
- 2012: The Ghost Moon Orchestra
- 2013: Live at the Boerderij
- 2014: Dressed in Voices

### Breathing Space
- 2007: Breathing Space
- 2008: Coming up for air
- 2009: Below the Radar
- 2010: Below the Radar Live

### Riversea
- 2012: Out of an Ancient World